# آنخل آندرئو
آنخل آندرئو (اسپانیایی: Ángel Andreo‎؛ زادهٔ ۳ دسامبر ۱۹۷۲) بازیکن واترپلو اهل اسپانیا بود.
وی در مسابقات کشوری و بین‌المللی در مجموع برندهٔ ۳ مدال طلا، ۲ مدال برنز شده‌است.